# Gunung Gohteungoh
Gunung Gohteungoh är ett berg i Indonesien.   Det ligger i provinsen Aceh, i den västra delen av landet, 1 800 km nordväst om huvudstaden Jakarta. Toppen på Gunung Gohteungoh är 487 meter över havet.
Terrängen runt Gunung Gohteungoh är kuperad åt sydost, men åt nordväst är den bergig. Trakten runt Gunung Gohteungoh är nära nog obefolkad, med mindre än två invånare per kvadratkilometer. Det finns inga samhällen i närheten. I omgivningarna runt Gunung Gohteungoh växer i huvudsak städsegrön lövskog.